# Termitosphaera fletcheri
Termitosphaera fletcheri är en tvåvingeart som först beskrevs av Erich Wasmann 1913.  Termitosphaera fletcheri ingår i släktet Termitosphaera och familjen puckelflugor. Inga underarter finns listade i Catalogue of Life.